# Stöffel (Reichertshofen)
Stöffel ist ein Gemeindeteil des Marktes Reichertshofen im oberbayerischen Landkreis Pfaffenhofen an der Ilm. Nach zuletzt veröffentlichten Angaben hat das Dorf 84 Einwohner (Stand 2019).
Es liegt südöstlich des Kernortes Reichertshofen. Am östlichen Ortsrand verläuft die A 9, nördlich verläuft die B 300.

## Geschichte
Der Name Stöffel leitet sich von der althochdeutschen Verkleinerungsform „stophi“ ab, was soviel bedeutet wie hochragend, steil, kegelförmig oder auch am Kastlberg.
Stöffel war ein Gemeindeteil der Gemeinde Langenbruck, die sich am 1. Juli 1972 insgesamt der Marktgemeinde Reichertshofen anschloss.